# (185105) 2006 SV23
(185105) 2006 SV23 est un astéroïde de la ceinture principale.
Il a été découvert le 18 septembre 2006 par le programme CSS aux monts Santa Catalina.
Il a pour particularité d'être considéré comme un troyen potentiel du système Soleil-Cérès, au point L4.

## Compléments